# 发光海菊蛤
，是莺蛤目海菊蛤科海菊蛤属的一种。主要分布于印度尼西亚、中国大陆、台湾，常栖息在低潮线至潮线下20米浅海区，以右壳顶部附着于珊瑚礁或岩石上。